# Concepcion Picciotto
Concepción Picciotto (ou María de la Inmaculada Concepción Martín), née le 15 janvier 1936 et morte le 25 janvier 2016, était une femme de nationalité espagnole. Elle est connue pour être la militante la plus obstinée de l'histoire des États-Unis, puisqu'elle est restée près de 35 ans (du 1er août 1981 jusqu'à sa mort) à manifester dans le Lafayette Square, où elle s'était installée avec une tente, pour demander le désarmement nucléaire.